# Copa de la Asociación 2022
La Copa de la Asociación 2022 o la Santander Cup 2022, denominada de esta manera por motivos de patrocinio, fue la 1.ª edición de la Copa de la Asociación. Fue patrocinada por el Banco Santander.

## Potros y potrancas
Los siguientes potros y potrancas fueron inscritos para participar en alguna de las tres pruebas que conponen la Santander Cup 2022, aunque no todos compitieron en todas las pruebas.
| Potro/Potranca         | Cuadra                               | Entrenador    | Pruebas |
| ---------------------- | ------------------------------------ | ------------- | ------- |
| ARQUETU (IRE)          | MARTUL                               | R.MARTIN V.   | 2       |
| BLACK COSMO (FR)       | PHILIPPE SOGORB                      | P. SOGORB     | 1       |
| ENORINA (FR)           | CALEJAÑA                             | A.REMOLINA    | 1       |
| HELHEIM (FR)           | MARQUES DE MIRAFLORES DE SAN ANTONIO | CH.DELCHER    | 3       |
| KATALINA               | JON JAUREGUI                         | M.COMAS       | 1       |
| KOWALSKY (FR)          | AGRADO                               | CH.DELCHER    | 2       |
| MAHATMA (IRE)          | GIULIA                               | M&M RACING    | 1-2     |
| MAX MAGICAL (IRE)      | NEW BEGINNINGS                       | F.JIMENEZ     | 1       |
| MONCAYO (FR)           | LUCARMADA                            | R.AVIAL       | 1-2     |
| MRS PINK (FR)          | NANINA                               | J.CALDERON    | 1, 3    |
| PAMPLONA               | YEGUADA ROCIO                        | G.ARIZKORRETA | 2       |
| PENRHEAD (FR)          | PALCO 7                              | J.L.MAROTO    | 3       |
| PETRA (FR)             | ECURIE DES MOUETTES                  | A.IMAZ,B.     | 1-2     |
| RED HOT ACTION (FR)    | ECURIE DES MOUETTES                  | A.IMAZ,B.     | 1       |
| SANT'ANITTA            | BREEDING HORSE                       | G.VAZ         | 2       |
| SOMMERSUN (FR)         | CUADRA A.F.F S.L.                    | F.RODRIGUEZ   | Todas   |
| TRESCALCETINES (FR)    | GOLDEN STARS                         | I.ELARRE      | 1       |
| WAR OF DANCE (IRE)     | PEQUES                               | G.ARIZKORRETA | 2       |
| WARRIOR'S REVENGE (GB) | YEGUADA ROCIO                        | G.ARIZKORRETA | 3       |
| ZALACAIN (GER)         | SAN JOSE                             | D.MORISSON    | 3       |
| Fuente:                |                                      |               |         |

## Calendario
El calendario 2022 consta de tres Grandes Premios.
| Prueba  | Gran Premio                                                                  | Hipódromo                                           | Fecha           |
| ------- | ---------------------------------------------------------------------------- | --------------------------------------------------- | --------------- |
| 1       | Critérium Internacional de San Sebastián - Donostiako Nazioarteko Kriteriuma | Hipódromo Municipal de San Sebastián, San Sebastián | 28 de agosto    |
| 2       | Gran Criterium                                                               | Hipódromo de la Zarzuela, Madrid                    | 30 de octubre   |
| 3       | Gran Critérium Ciudad de Dos Hermanas                                        | Gran Hipódromo de Andalucía, Dos Hermanas           | 18 de diciembre |
| Fuente: |                                                                              |                                                     |                 |

## Resultados
| 1       | 28 de agosto    | Critérium Internacional de San Sebastián - Donostiako Nazioarteko Kriteriuma | 1.500 metros | Ganador     | SOMMERSUN (FR)         |
| 1       | 28 de agosto    | Critérium Internacional de San Sebastián - Donostiako Nazioarteko Kriteriuma | 1.500 metros | 2.do puesto | ENORINA (FR)           |
| 1       | 28 de agosto    | Critérium Internacional de San Sebastián - Donostiako Nazioarteko Kriteriuma | 1.500 metros | 3.er puesto | MRS PINK (FR)          |
| 2       | 30 de octubre   | Gran Criterium                                                               | 1.600 metros | Ganador     | SOMMERSUN (FR)         |
| 2       | 30 de octubre   | Gran Criterium                                                               | 1.600 metros | 2.do puesto | PETRA (FR)             |
| 2       | 30 de octubre   | Gran Criterium                                                               | 1.600 metros | 3.er puesto | WAR OF DANCE (IRE)     |
| 3       | 18 de diciembre | Gran Critérium Ciudad de Dos Hermanas                                        | 1.600 metros | Ganador     | SOMMERSUN (FR)         |
| 3       | 18 de diciembre | Gran Critérium Ciudad de Dos Hermanas                                        | 1.600 metros | 2.do puesto | WARRIOR'S REVENGE (GB) |
| 3       | 18 de diciembre | Gran Critérium Ciudad de Dos Hermanas                                        | 1.600 metros | 3.er puesto | HELHEIM (FR)           |
| Fuente: |                 |                                                                              |              |             |                        |

## Clasificaciones

### Puntuaciones
| Posición | 1.º | 2.º | 3.º | 4.º | 5.º en adelante |
| Puntos   | 15  | 10  | 6   | 3   | 1               |

### Potros/Potrancas
| Pos.    | Potros/Potrancas       | D-SS | HZ | GHA | Puntos |
| ------- | ---------------------- | ---- | -- | --- | ------ |
| 1       | SOMMERSUN (FR)         | 1    | 1  | 1   | 45     |
| 2       | PETRA (FR)             | 8    | 2  | F   | 11     |
| 3       | WARRIOR'S REVENGE (GB) | F    | F  | 2   | 10     |
| 4       | ENORINA (FR)           | 2    | F  | F   | 10     |
| 5       | MRS PINK (FR)          | 3    | F  | 5   | 7      |
| 6       | HELHEIM (FR)           | F    | F  | 3   | 6      |
| 7       | WAR OF DANCE (IRE)     | F    | 3  | F   | 6      |
| 8       | MONCAYO (FR)           | 4    | 6  | F   | 4      |
| 9       | ZALACAIN (GER)         | F    | F  | 4   | 3      |
| 10      | KOWALSKY (FR)          | F    | 4  | F   | 3      |
| 11      | MAHATMA (IRE)          | 7    | 7  | F   | 2      |
| 12      | PAMPLONA               | F    | 5  | F   | 1      |
| 13      | KATALINA               | 5    | F  | F   | 1      |
| 14      | PENRHEAD (FR)          | F    | F  | 6   | 1      |
| 15      | ARQUETU (IRE)          | F    | 8  | F   | 1      |
| 16      | BLACK COSMO (FR)       | 6    | F  | F   | 1      |
| 17      | RED HOT ACTION (FR)    | 9    | F  | F   | 1      |
| 18      | TRESCALCETINES (FR)    | 10   | F  | F   | 1      |
| -       | SANT'ANITTA            | F    | NP | F   | 0      |
| -       | MAX MAGICAL (IRE)      | NP   | F  | F   | 0      |
| Fuente: |                        |      |    |     |        |

### Entrenadores
| Pos.    | Entrenador    | D-SS | D-SS | HZ | HZ | GHA | GHA | Puntos |
| ------- | ------------- | ---- | ---- | -- | -- | --- | --- | ------ |
| 1       | F.RODRIGUEZ   | 1    | 1    | 1  | 1  | 1   | 1   | 45     |
| 2       | G.ARIZKORRETA | F    | F    | 3  | 5  | 2   | 2   | 17     |
| 3       | A.IMAZ,B.     | 8    | 9    | 2  | 2  | F   | F   | 12     |
| 4       | A.REMOLINA    | 2    | 10   | F  | F  | F   | F   | 11     |
| 5       | CH.DELCHER    | F    | F    | 4  | 4  | 3   | 3   | 9      |
| 6       | J.CALDERON    | 3    | 3    | F  | F  | 5   | 5   | 7      |
| 7       | R.AVIAL       | 4    | 4    | 6  | 6  | F   | F   | 4      |
| 8       | D.MORISSON    | F    | F    | F  | F  | 4   | 4   | 3      |
| 9       | M&M RACING    | 7    | 7    | 7  | 7  | F   | F   | 2      |
| 10      | J.L.MAROTO    | F    | F    | F  | F  | 6   | 6   | 1      |
| 11      | R.MARTIN V.   | F    | F    | 8  | 8  | F   | F   | 1      |
| 12      | M.COMAS       | 5    | 5    | F  | F  | F   | F   | 1      |
| 13      | P. SOGORB     | 6    | 6    | F  | F  | F   | F   | 1      |
| -       | G.VAZ         | F    | F    | NP | NP | F   | F   | 0      |
| -       | F.JIMENEZ     | NP   | NP   | F  | F  | F   | F   | 0      |
| Fuente: |               |      |      |    |    |     |     |        |

### Leyenda de resultados
| Color   | Resultado              |
| ------- | ---------------------- |
| Oro     | 1                      |
| Plata   | 2                      |
| Bronce  | 3                      |
| Verde   | Finalizó en los puntos |
| Violeta | Ret - No terminó       |
| Negro   | DSQ - Descalificado    |
| Blanco  | NP - No Partant        |
| Gris    | F - Forfait            |